# Mittersill
Mittersill er en østrigsk by og kommune, der ligger ved Zell am See og Neukirchen for foden af Nationalpark Hohe Tauern i delstaten Salzburg. Med kabinebane har Mittersill adgang til et af Østrigs bedste skiområder, Kitzbühel. Byen har både moderne cafeer og gamle traditionelle Gasthöfe og restauranter.

## Slottet i Mittersill
Slottet i Mittersill (Schloss Mittersill) er bygget i det 16. århundrede, men er på trods af flere brande bygningsmæssigt bevaret til i dag. Slottet er beliggende i et af Europas bedste jagt- og fiskeriområder.
Slottet var i begyndelsen af det 20. århundrede et fashionabelt opholdssted for Europas adelige og velhavende. Da prinsesse Juliana af Holland giftede sig i 1937, havde hun og hendes mand planlagt at tilbringe ti af deres hvedebrødsdage i Mittersill. De blev dog så betagede af stedet, at de endte med at være der i seks uger.

### Slottet under 2 verdenskrig
Under 2. verdenskrig flygtede slottets ejere til Amerika og i 1943 flyttede den nazistiske organisation Ahnenerbe ind i det forladte slot og oprettede en forskningsafdeling, der gik under navnet "Sven Hedin Rigsinstituttet for Indreasiatiske Studier", opkaldt efter den berømte svenske opdagelsesrejsende og nazisympatisør, Sven Hedin. Afdelingen var ledet af zoologen Ernst Schäfer og havde blandt andre antropologen og raceeksperten Bruno Beger som forsker. Det var på Mittersill, Beger arbejdede med en omstridt jødisk skeletsamling.
Som arbejdskraft til renovering og rengøring af det krigshærgede slot hentede man fanger fra koncentrationslejren Mauthausen-Gusen. Mange af de fanger, der blev sendt til Mittersill, var Jehovas Vidner, men ingen jødiske fanger arbejdede på slottet. Måske kan dette forklare, hvorfor "forholdene i Mittersill sandsynligvis var en smule bedre end andre steder", som historikeren Andreas Baumgartner har påpeget.

### Slottet efter 2. verdenskrig
Efter krigen renoverede slottets ejere ejendommen, så det igen stod som i fordums storhed. Nu var slottet en sport- og jagtklub, hvortil Europas adel og kulturpersonligheder atter valfartede. Blandt andet var Ian Fleming gæst på Mittersill, og da han hørte historien om stedets anvendelse under krigen skulle han være blevet inspireret til den fiktive forskningsstation Piz Gloria i Alperne, hjemsted for James Bonds ærkefjende Ernst Stavro Blofeld og foreviget i filmen I hendes majestæts hemmelige tjeneste.